# Metepeira incrassata
Metepeira incrassata là một loài nhện trong họ Araneidae.
Loài này thuộc chi Metepeira. Metepeira incrassata được Frederick Octavius Pickard-Cambridge miêu tả năm 1903.